# Omega (álbum)
Omega é o segundo álbum de estúdio da banda sueca de rock melódico Alyson Avenue, lançado em 26 de abril de 2004 através da gravadora AOR Heaven.

## Composição e produção
O tecladista Niclas Olsson iniciou o processo de composição do álbum logo após o lançamento de seu antecessor, Presence of Mind, no final de 2000. Entretanto, o nascimento do primeiro filho de Anette em 2001, e a formação da banda Second Heat (constituída por alguns membros do Alyson Avenue), bem como a produção de seu álbum de estreia também lançado em 2004, atrasaram o desenvolvimento de Omega.
A faixa "Perfect Love", no entanto, havia sido escrita em 1993, e sua demo foi gravada e incluída em um álbum com artistas locais da época. Segundo Olsson, a maioria das canções lidam sobre romances e relacionamentos afetivos, embora outros temas também sejam explorados, como a depressão e a sua luta contra o alcoolismo em "I Still Believe", ou sobre "sonhos e planos quebrados" como em "When Dreams Fall Apart", faixa responsável por despertar nele o interesse de produzir outro disco depois de Presence of Mind.

## Lançamento e recepção da crítica
O álbum foi disponibilizado na Europa no final de abril de 2004, sendo muito bem recebido pela crítica especializada. Eles realizaram um concerto especial na cidade de Malmö, Suécia em 29 de maio de 2005, que foi filmado profissionalmente para um futuro DVD (embora ele nunca tenha sido lançado). A performance de "All This Time" (presente em Presence of Mind) desse show também foi enviada para Tuomas Holopainen em 2006, durante o processo de audição para escolha da nova vocalista de sua banda, cujo Olzon venceu.
Devido à repercussão da contratação de Anette na banda finlandesa de metal sinfônico Nightwish em 2007, e o interesse do público e mídia em relação ao passado de sua carreira, a banda optou por relançar Presence of Mind e Omega em 2009 através da gravadora Yesterrock, contendo algumas pequenas regravações em determinadas faixas, de modo que se assemelhassem à forma original que eles pretendiam gravá-las em 2004, além de algumas faixas bônus. Essa versão ficou conhecida como Omega II. A canção "I Am (Your Pleasumaker)" também foi lançada como um single em 2006.

## Lista de faixas
| Edição original (2004) |                               |         |  |
| N.º                    | Título                        | Duração |  |
| 1.                     | "When Dreams Fall Apart"      | 4:57    |  |
| 2.                     | "Tonight Is All You Get"      | 3:48    |  |
| 3.                     | "Perfect Love"                | 4:08    |  |
| 4.                     | "One Life One Show"           | 4:27    |  |
| 5.                     | "Do You Ever Miss My Passion" | 4:24    |  |
| 6.                     | "Echoes of My Heart"          | 5:25    |  |
| 7.                     | "I Still Believe"             | 4:32    |  |
| 8.                     | "I Have Been Waiting"         | 4:53    |  |
| 9.                     | "Can I Be Wrong"              | 3:40    |  |
| 10.                    | "Whevener You Need Someone"   | 4:50    |  |
| Duração total:         | Duração total:                | 45:04   |  |

| Omega II (2009) |                             |         |  |
| N.º             | Título                      | Duração |  |
| 11.             | "I Am (Your Pleasuremaker)" |         |  |
| 12.             | "Hard to Feel Alive"        |         |  |
| 13.             | "Fight with Your Heart"     |         |  |
| 14.             | "Everyday Is a Trial"       |         |  |
| 15.             | "Another Night"             |         |  |

## Créditos
Banda
- Niclas Olsson – teclado, bateria, vocal de apoio, produção, programação
- Thomas Löyskä – baixo, engenharia
- Anette Blyckert – vocais

Músicos convidados
- Christofer Dahlman – guitarra (2, 3, 5, 7, 8, 9)
- Patrick Svärd – guitarra (1, 4, 6, 10)
- Thomas Bursell – vocal de apoio (9)

Equipe técnica
- Ingo Ertl – arte da capa
- Patrik Sjöling – fotografia
- Tomas Ferngren – masterização